# Světový den boje proti rakovině
Světový den boje proti rakovině je stanoven na 4. února a jeho cílem je zvýšit povědomí o rakovině a podpořit její prevenci, záchyt a léčbu. Prvořadým cílem Světového dne proti rakovině je výrazně snížit počet nemocných a úmrtí způsobených rakovinou.
Světový den boje proti rakovině byl poprvé vyhlášen 4. února 2000 na Světovém summitu k boji proti rakovině v novém tisíciletí, který se konal v Paříži.
Ve 20. letech 21. století začala některá města podporovat tento den nasvícením významných památek v oranžové a modré barvě. V roce 2019 se této iniciativy zúčastnilo 55 památek ve 37 městech.